# Plenisal

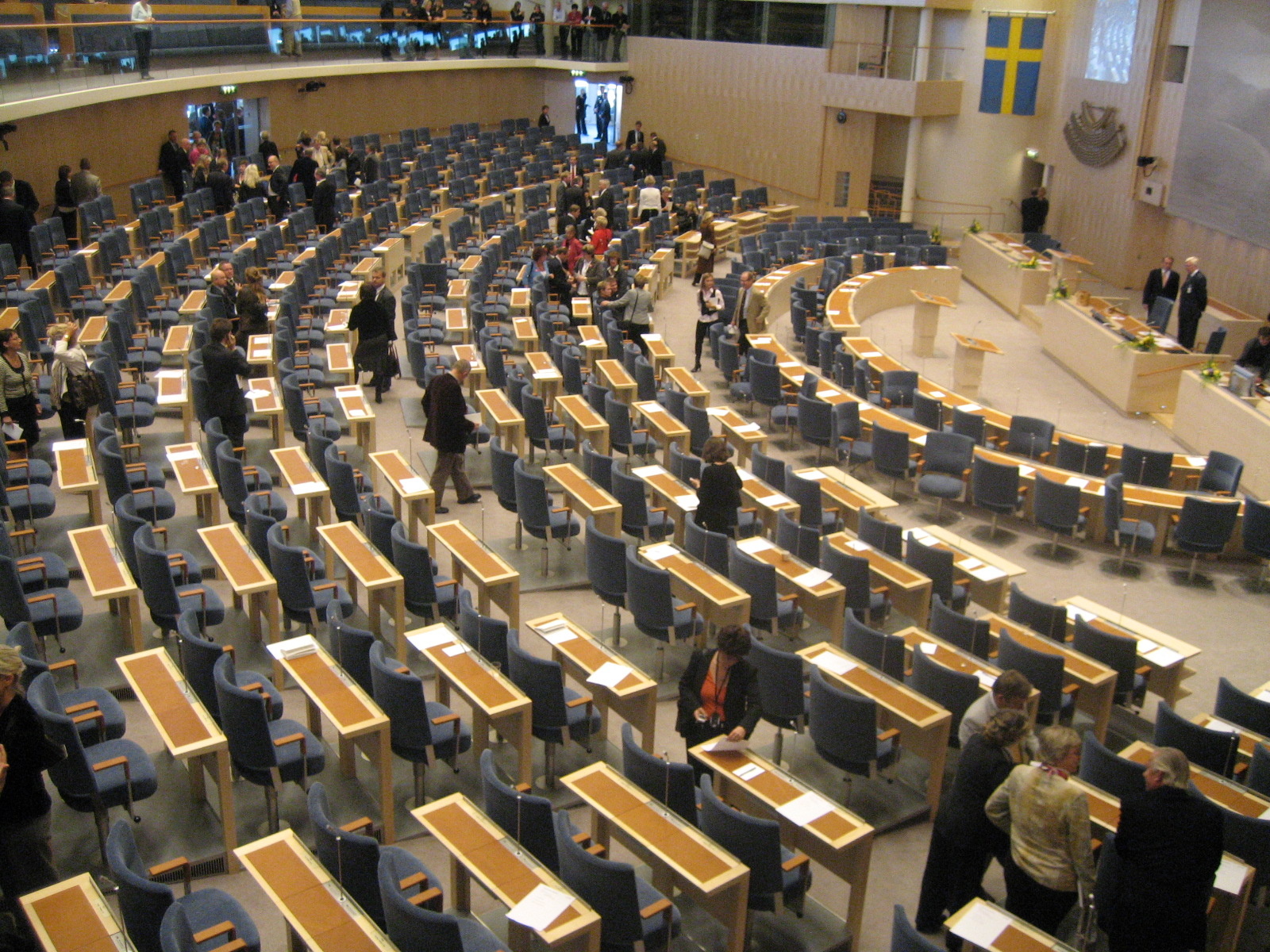
Sveriges riksdags plenisal är en av de plenisalar som Sveriges lagstiftande församlingar har nyttjat.

Plenisal är en sal där alla medlemmar av en politisk församling sammanträder. Ordet kommer från det latinska ordet plenar, det fulla. Parlamentens kammare är exempel på plenisal. Riksdagen fattar sina beslut i plenisalen.